# Descomunización en Rusia
La descomunización en Rusia es el proceso de lidiar con los legados comunistas en términos de instituciones y personal que tiende a romper con el pasado soviético.
Las medidas anticomunistas más notables en la Federación de Rusia son la prohibición del Partido Comunista de la Unión Soviética (y la creación del Partido Comunista de la Federación Rusa), así como los nombres de algunos ciudades rusas que vuelven a ser lo que eran antes de la Revolución de Octubre de 1917 (Leningrado a San Petersburgo, Sverdlovsk a Ekaterimburgo y Gorki a Nizhni Nóvgorod) aunque otros se mantuvieron con Uliánovsk y Tolyatti como ejemplos. Aunque se cambió el nombre de Leningrado y Sverdlovsk, las regiones que recibieron su nombre todavía se denominan oficialmente regiones de Leningrado y Sverdlovsk.
Sin embargo, la nostalgia por la Unión Soviética está aumentando gradualmente en Rusia. Los símbolos comunistas siguen formando una parte importante de la retórica usada en medios controlados por el estado, ya que su prohibición es calificada por el Ministerio de Relaciones Exteriores como "sacrilegio". y "una idea perversa del bien y del mal". El proceso de descomunización en la vecina Ucrania también fue criticado por Rusia, y los crímenes de guerra soviéticos continúan siendo descartados regularmente como "mito occidental".
El Himno nacional de Rusia, aceptado en 2000 (el mismo año Vladímir Putin había entrado en su primer mandato como presidente de Rusia), utiliza exactamente la misma melodía que el Himno nacional de la Unión Soviética, pero con nueva letra de Serguéi Mijalkov.

## Intento de golpe de agosto de 1991
El 23 de agosto de 1991, dos días después del fracaso del golpe de Estado de agosto, el pueblo aplaudió al presidente ruso, Borís Yeltsin, por suspender la existencia del Partido Comunista de la RSFS de Rusia pendiente de una investigación sobre su papel en los acontecimientos recientes. Esta decisión fue tomada a pesar de las objeciones del presidente soviético Mijaíl Gorbachov, quien insistió en que el Partido en su conjunto no tenía la culpa. Se cerraron los comités regionales del Partido Comunista (obkom) en la RSFS de Rusia y se cerró el edificio del Comité Central del Partido en la Plaza Vieja de Moscú fue sellado.
Al día siguiente, el 24 de agosto de 1991, Gorbachov disolvió el Comité Central del Partido Comunista de la Unión Soviética (PCUS) y dimitió como su Secretario General mientras permanecía como Presidente de la Unión Soviética. Asimismo Gorbachov emitió decretos que prohibían desarrollar toda actividad política a partidos y movimientos políticos dentro de las instituciones del Estado y ponían bajo control de los Soviets de Diputados del Pueblo de las repúblicas soviéticas los bienes del PCUS.
El 25 de agosto, Yeltsin emitió otro decreto de nacionalización de la propiedad del Partido Comunista de la RSFS de Rusia, incluidos sus archivos y cuentas bancarias, y transfirió su control al Consejo de Ministros de la RSFSR.
A las pocas semanas del golpe, la Unión Soviética se disolvió pacíficamente. El 6 de noviembre de 1991, Yeltsin prohibió el Partido Comunista Soviético (PCUS), que había ejercido un control generalizado sobre la sociedad soviética durante años. Asimismo fue prohibido el Partido Comunista de la RSFS de Rusia. La desintegración de la Unión Soviética fue reconocida en el Tratado de Belavezha del 8 de diciembre, ratificados por el Soviet Supremo de la RSFS de Rusia el 12 de diciembre. El 26 de diciembre de 1991, se declaró la disolución de la Unión Soviética. Su república constituyente más grande, la RSFS de Rusia, pasó a llamarse Federación de Rusia. Se estableció formalmente el 1 de enero de 1992 y se convirtió en el estado sucesor de la Unión Soviética.

### Investigación de golpe, 1991–1992
La Comisión Parlamentaria para Investigar las Causas y Razones del intento de golpe de Estado del Soviet Supremo de Rusia se estableció en 1991 bajo el mandato de Lev Ponomariov (incluido también Gleb Yakunin), pero en 1992 se disolvió ante la insistencia de Ruslán Jasbulátov. Habiendo obtenido acceso a archivos secretos de la KGB como miembro del comité, en marzo de 1992, Gleb Yakunin publicó materiales sobre la cooperación del Patriarcado de Moscú con la KGB. Afirmó que el Patriarca Alejo II de Moscú, el Metropolita Filaret de Kiev, el Metropolita Pitirim de Volokolamsk y otros fueron reclutados por el KGB.
Una gran parte de los archivos del Partido Comunista (conservados ahora en archivos estatales como Archivo del presidente de la Federación de Rusia, Archivo estatal ruso de historia contemporánea, Archivo estatal ruso de Historia política y Archivo estatal de la Federación de Rusia), incluidos casi todos los documentos de su Comité Central, permanece clasificado. Para una visión de 1993 sobre el problema, ver Khubova, Dar'ia & Vitaly Chernetsky (1993). Para obtener un ejemplo de documentos copiados subrepticiamente en esos archivos por Vladímir Bukovski en 1992, consulte los Archivos Bukovsky: Communism on Trial, 1937-1994  compilado y puesto en línea por la difunta Julia Zaks en 1999.
En 1992, varios diputados del pueblo demandaron a Yeltsin, exigiendo que sus decretos de 1991 sobre el Partido Comunista se declararan actos que violaban los principios de la Constitución contemporánea (Constitución rusa de 1978). El 30 de noviembre de 1992, el Tribunal Constitucional de la Federación de Rusia revisó parcialmente los decretos y levantó la prohibición contra el Partido Comunista de la RSFS de Rusia.

## Restablecimiento del Partido Comunista
El Partido Comunista de la Federación Rusa fue restablecido en febrero de 1993. Varios partidos comunistas más pequeños afirmaron ser también sucesores del PCUS.
A diferencia de muchos otros países del antiguo bloque soviético, en Rusia la lustración de altos funcionarios del Partido Comunista y el KGB se resistió firmemente y nunca se implementó allí. Muchos con tal experiencia han permanecido en el poder; la mayoría de los políticos rusos actuales comenzaron su carrera en el período soviético. Un proyecto de ley sobre depuración fue presentado por primera vez al parlamento ruso en diciembre de 1992 por Galina Starovóytova. Ni en ese momento ni posteriormente se han presentado con éxito propuestas de este tipo.
Los detenidos por su participación en el golpe de agosto fueron puestos en libertad en 1992. Los cargos en su contra fueron levantados el 23 de febrero de 1994 en virtud de una amnistía emitida por la Duma de Estado, que también cubría a los implicados en los hechos de octubre de 1993.
Vasili Starodúbtsev se desempeñó como gobernador del Óblast de Tula de 1997 a 2005; El exdiputado de Gorbachov Anatoli Lukyánov fue elegido miembro de la Duma Estatal en 1993-2003 como diputado del Partido Comunista de la Federación Rusa; el impenitente estalinista Valentín Varénnikov (1923-2009) fue diputado de la Duma primero por el PCFR, de 1995 a 2003 y luego por Ródina. Tanto Lukyánov como Varénnikov encabezaron las comisiones parlamentarias.

## Aceptar el pasado soviético
Los intentos conscientes de la sociedad rusa de lidiar con el pasado soviético han sido inciertos. Organizaciones como la Memorial han trabajado en numerosos proyectos en los que participan testigos de acontecimientos pasados (presos del Gulag) y generaciones más jóvenes, incluidos escolares.
El 30 de octubre de 2017, Putin intentó trazar una línea con el pasado cuando desveló el enorme pero controvertido monumento Muro del Dolor en Moscú.

## Ver además
- Lustración (política)